# Koskinonodon
Koskinonodon – rodzaj płaza z rzędu temnospondyli i rodziny Metoposauridae. Żył w późnym triasie na terenie dzisiejszej Ameryki Północnej. Jego szczątki znaleziono w stanach Wyoming, Arizona i Teksas. W ekosystemie odgrywał rolę podobną, co blisko spokrewniony z nim metopozaur na obszarze współczesnej Europy. Osiągał długość ponad 2 m i żywił się mięsem. Gatunek K. perfectus został opisany w 1922 roku przez E.C. Case'a w oparciu o skamieniałą czaszkę pod nazwą Buettneria. Była to pierwsza opisana naukowo zachowana w dobrym stanie czaszka płaza z rodziny Metoposauridae. Nazwę Buettneria nosił już jednak rodzaj afrykańskich lądowych ślimaków oraz rodzaj owadów z rzędu prostoskrzydłych, więc płaz został w 2007 przemianowany na Koskinonodon. Rozważano również przemianowanie Buettneria na Borborophagus Branson et Mehl, 1929, jednak nie uczyniono tego ze względu na gorzej niż w przypadku Koskinonodon zachowany materiał kopalny holotypu. W 2008 roku Spencer G. Lucas i współpracownicy postulowali przywrócenie rodzajowi temnospondyla nazwy Buettneria, jednak ostatecznie Międzynarodowa Komisja Nomenklatury Zoologicznej odrzuciła ich wniosek.

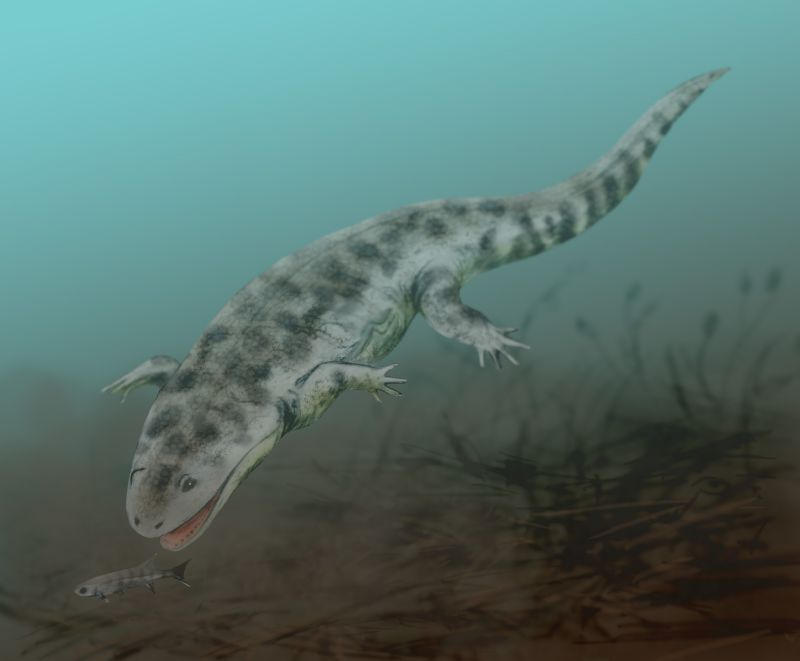
Rekonstrukcja
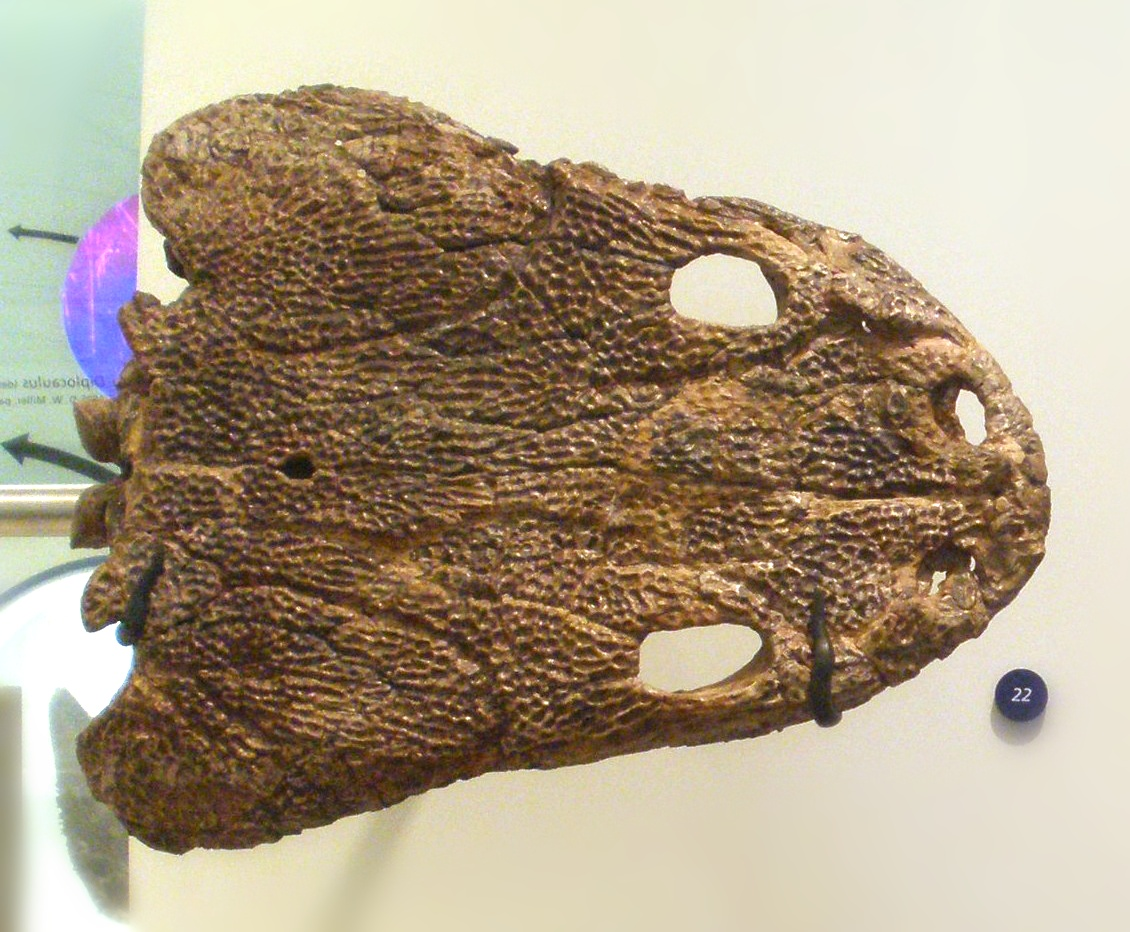
Czaszka Koskinonodon